# Alluvione di Ranrahirca del 1962
Con il termine alluvione di Ranrahirca del 1962 si fa riferimento alla valanga che il 10 gennaio 1962 colpì l'area urbana della città peruviana Ranrahirca, la seconda più grande del distretto omonimo, nella provincia di Yungay nella regione di Ancash, in cui morirono almeno 2.900 persone.
Otto anni più tardi Ranrahirca e tutta la regione di Ancash furono colpite dal terremoto di Ancash del 31 maggio 1970, causando la morte di 70.000 persone. In questa occasione, le città di Ranrahirca e Yungay furono nuovamente colpite da un ghiacciaio distaccato dal Huascarán.

## Sviluppo dell'evento
L'alluvione iniziò alle 18:15, a partire dalla frattura e dal distacco del Ghiacciaio 511 sulla parete ovest della cima nord del monte Huascarán. La massa di ghiaccio percorse 16 km alla velocità di 120 km/h e in 4 minuti la massa di pietra, ghiaccio e rocce raggiunse il fondovalle. 2.900 abitanti scomparvero e le città di Ranrahirca, Shacsha, Huarascucho, Yanama Chico, Matacoto, Chuquibamba, Caya, Encayor, Armapampa e Uchucoto furono cancellate dalla mappa. In quell'occasione, la valanga passò 1,5 km a sud della città vecchia di Yungay e 1 km a nord della città di Mancos.

## Voci relazionate
- Terremoto di Ancash del 1970
- Alluvione di Yungay del 1970